# Расті Вейлз
Расті Вейлз (англ. Rusty Wailes, 21 березня 1926 — 11 жовтня 2002) — американський академічний веслувальник.
Олімпійський чемпіон 1956 (вісімки), 1960 (розпашні четвірки без стернового) років.